# باول موريسون (رسام)
باول موريسون (بالإنجليزية: Paul Morrison)‏ هو رسام بريطاني، ولد في 1966 في ليفربول في المملكة المتحدة.